# Reticulum (protista)
Reticulum es un género de foraminífero bentónico de la familia Komokiidae, de la superfamilia Komokioidea y del orden Komokiida. Su especie tipo es Reticulum pingue. Su rango cronoestratigráfico abarca el Holoceno.

## Discusión
Tradicionalmente Reticulum ha sido incluido en el orden Textulariida o en el orden Astrorhizida. Clasificaciones más modernas han incluido Reticulum en el suborden Astrorhizina del orden Astrorhizida.

## Clasificación
Reticulum incluye a las siguientes especies:
- Reticulum lanceolatum
- Reticulum pingue
- Reticulum polycornum
- Reticulum reticulatum
- Reticulum sanxiaense
- Reticulum shipaense
- Reticulum shuijingtuoense
- Reticulum simplex
- Reticulum transvittatum
- Reticulum trispinosum
- Reticulum yichangense